# Dorymyrmex jheringi
Dorymyrmex jheringi é uma espécie de formiga do gênero Dorymyrmex.